# 珍島警察署
珍島警察署（チンドけいさつしょ）は、全南地方警察庁所管の警察署である。

## 管轄区域
- 珍島郡

## 沿革
- 1945年10月21日 - 開署

## 組織
- 警務課
- 生活安全交通課
- 捜査課
- 情報保安課

## 管轄派出所
- 古郡派出所
- 邑内派出所
- 郡内派出所
- 義新派出所
- 臨淮派出所
- 智山派出所
- 鳥島派出所

## 管轄治安センター
- 廘津治安センター
- 加沙島治安センター
- 観梅島治安センター
- 東巨次治安センター